# Sassongher
Sassongher (také Sass Songher) je 2665 m vysoká hora nalézající se nedaleko od městečka Corvara v Dolomitech v Jižním Tyrolsku v Itálii. Výrazný skalnatý vrchol tvoří jihovýchodní pilíř horské skupiny Puez a je součástí přírodního parku Puez-Geisler.

## Možnosti výstupu
Částečně zajištěná horská túra na vrchol vyžaduje jistý krok a nebát se závratí z výšky. Výchozím bodem je Colfosco (obec Corvara). Odtud vede výstup přes chatu Edelweisshütte (1824 m n. m.) a Sassongher-Scharte (2435 m n. m.).
Od chaty Edelweißhütte pokračujte asi 25 minut údolím Edelweißtal k odbočce na Sassongher-Scharte. Na úzké, částečně strmé stezce překonáte skalnaté úpatí Sassongheru, i když zkušení turisté se sotva setkají s většími obtížemi. Místy vede kamenitá stezka přímo podél srázu, takže zejména při sestupu je nutná dobrá obuv a jistota, protože hrozí nebezpečí uklouznutí. Ze Sassongher-Scharte vede vějíř vyšlapaných chodníků v suťovém kuželu k úseku zajištěnému ocelovými lany. Zde je ve skále instalováno několik umělých opor, s jejichž pomocí lze překonat asi 30 výškových metrů. Přestože je tato cesta v turistických mapách označena jako via ferrata, s určitými zkušenostmi a za dobrého počasí můžete bez obav vystoupit bez jištění, protože obtížný úsek je poměrně krátký a výstup je pozvolný, takže nehrozí žádný hluboký pád.
Asi po 2-2 1⁄2 hodinách (od chaty Edelweiss) dosáhnete vrcholu, který za dobré viditelnosti nabízí pozoruhodný výhled na okolní horské skupiny Sella, Marmolata a na hlavní alpský hřeben.
Sestup na Sassongher-Scharte je stejný jako výstup. Tam se můžete rozhodnout, zda místo stejnou cestou sestoupíte o 1200 výškových metrů na druhou stranu horského sedla do osady Stern.

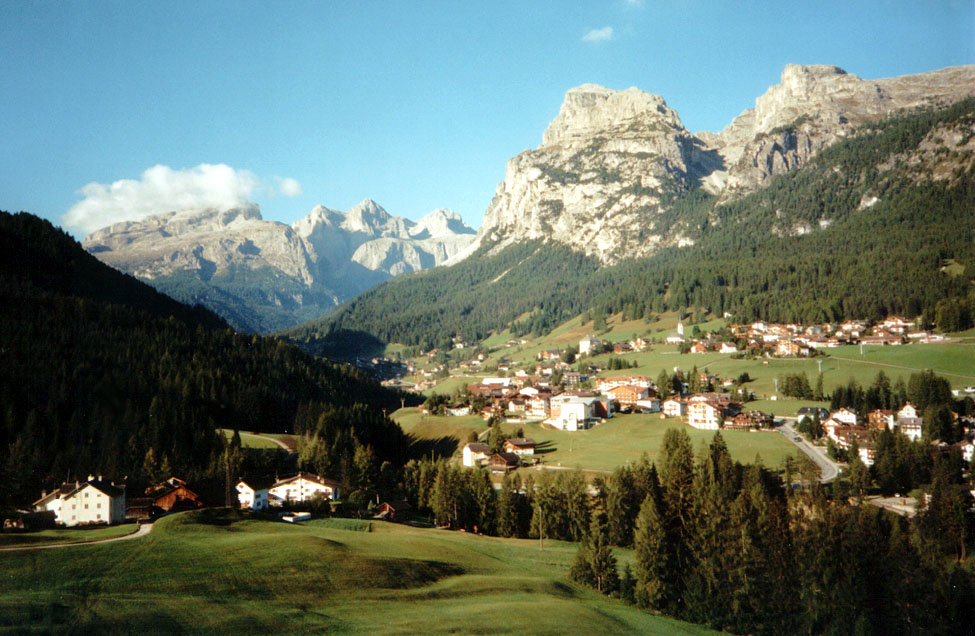
Stern v údolí Val Badia s masivem Sella a Sassongherem
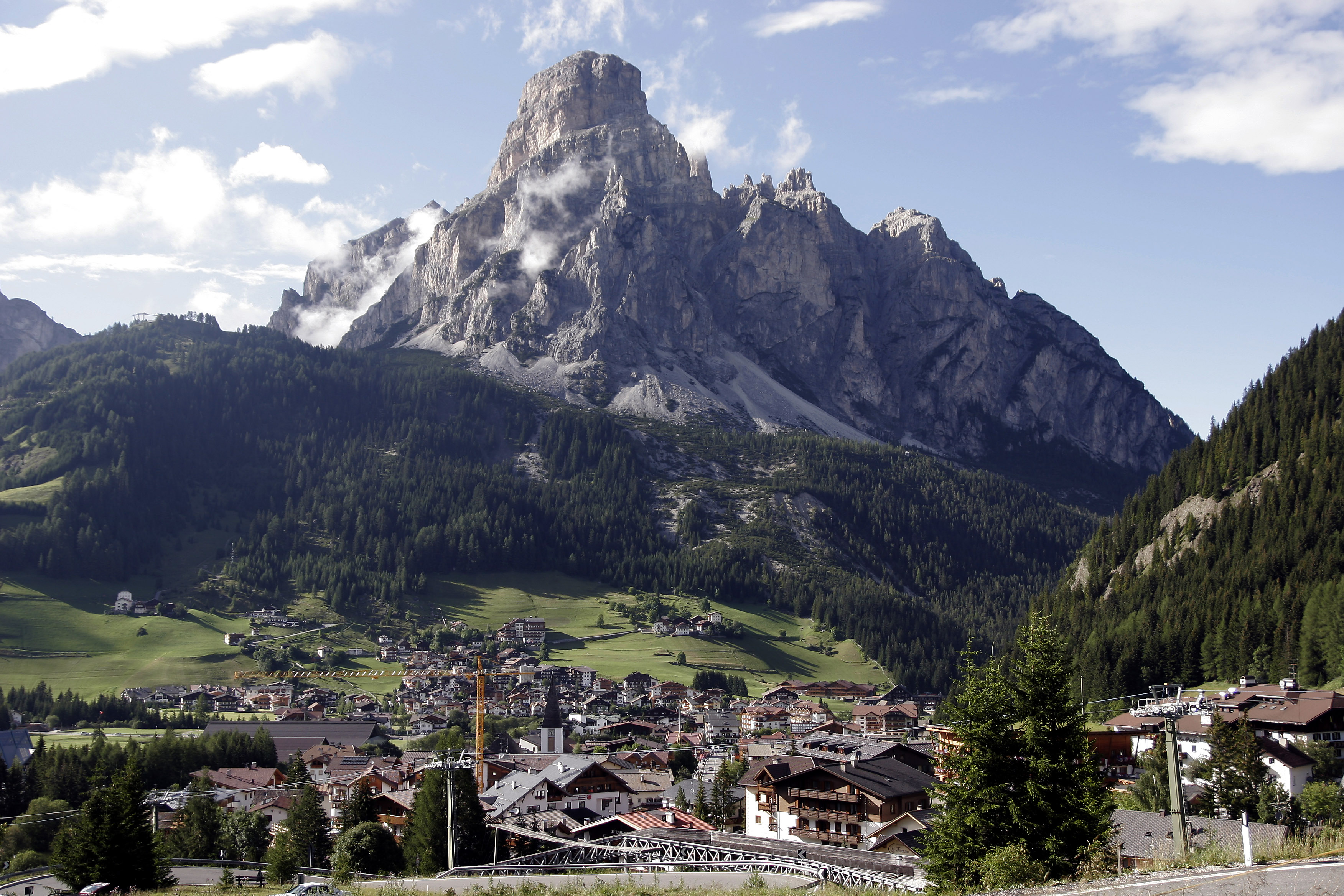
Sassongher s městečkem Corvara v popředí
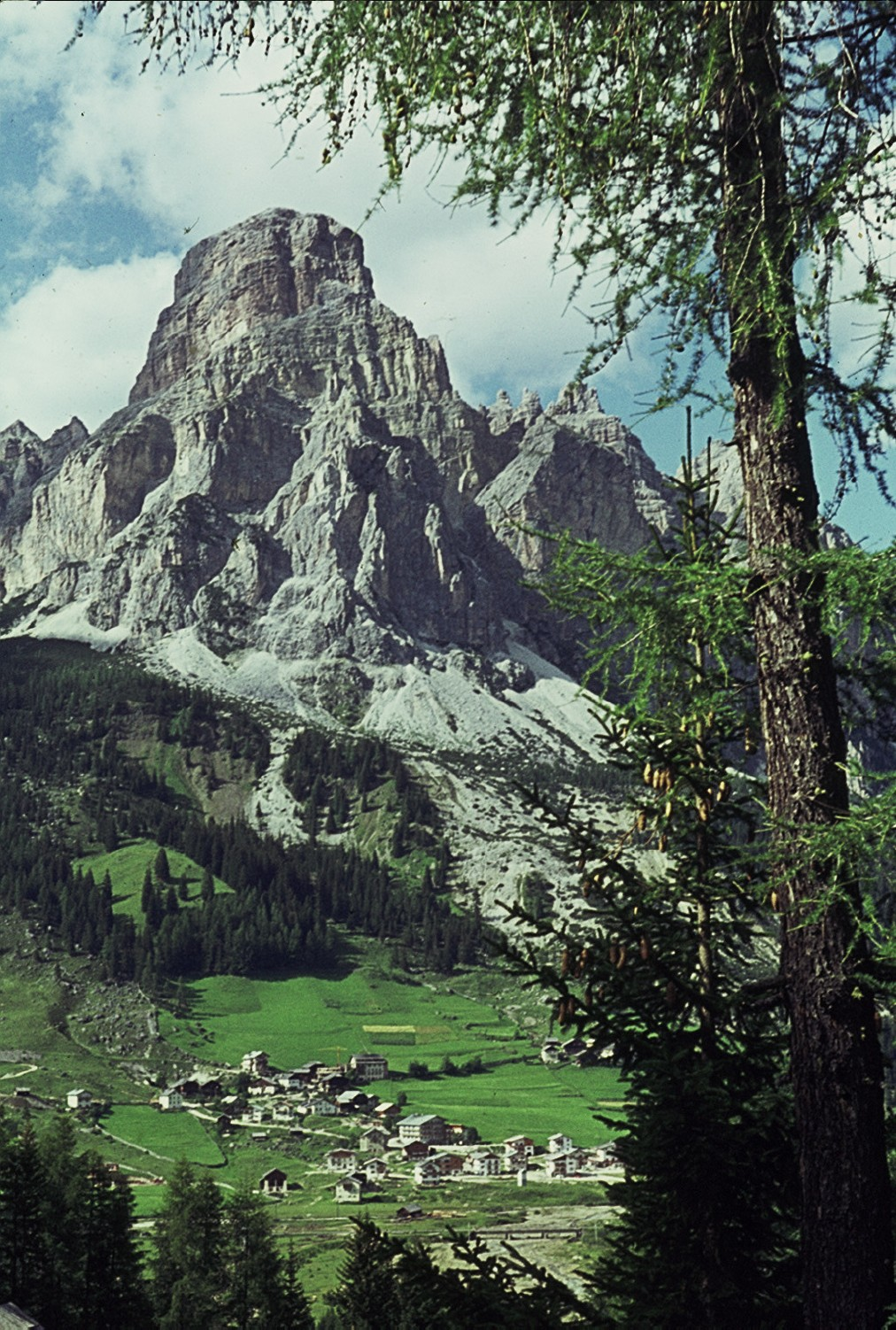
stejný pohled z 60-tých let
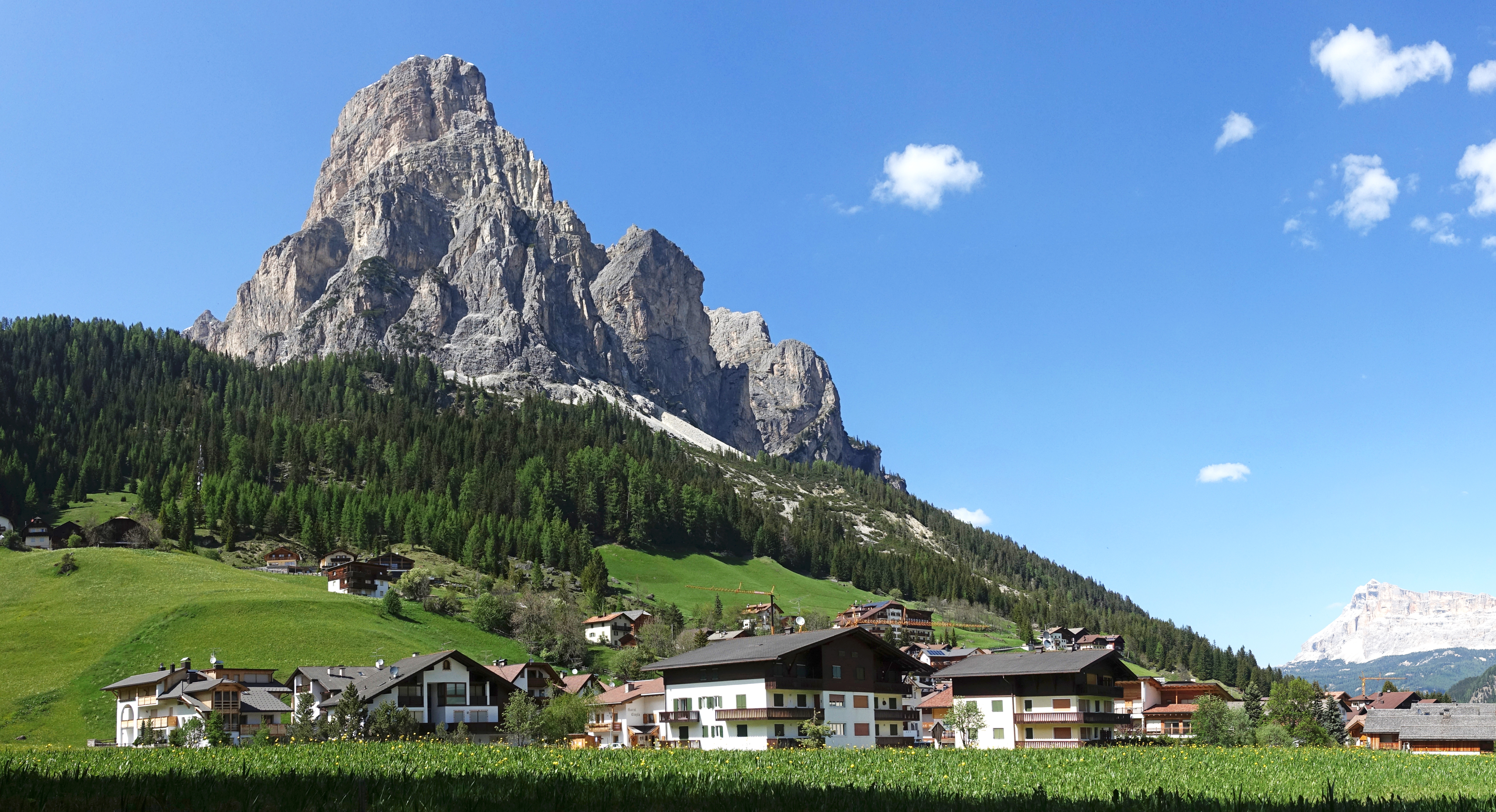
Corvara & Sassongher
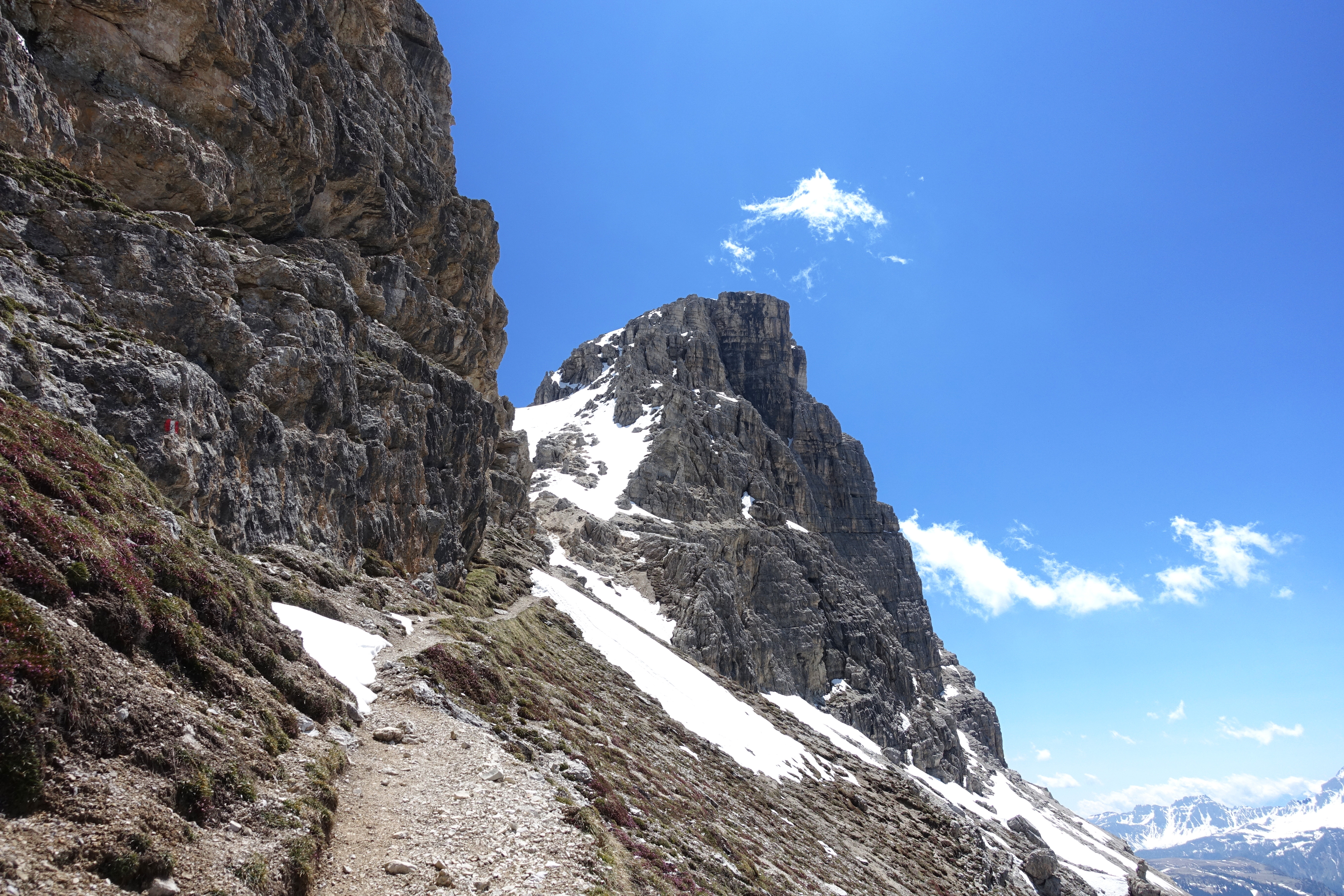
cestou na vrchol
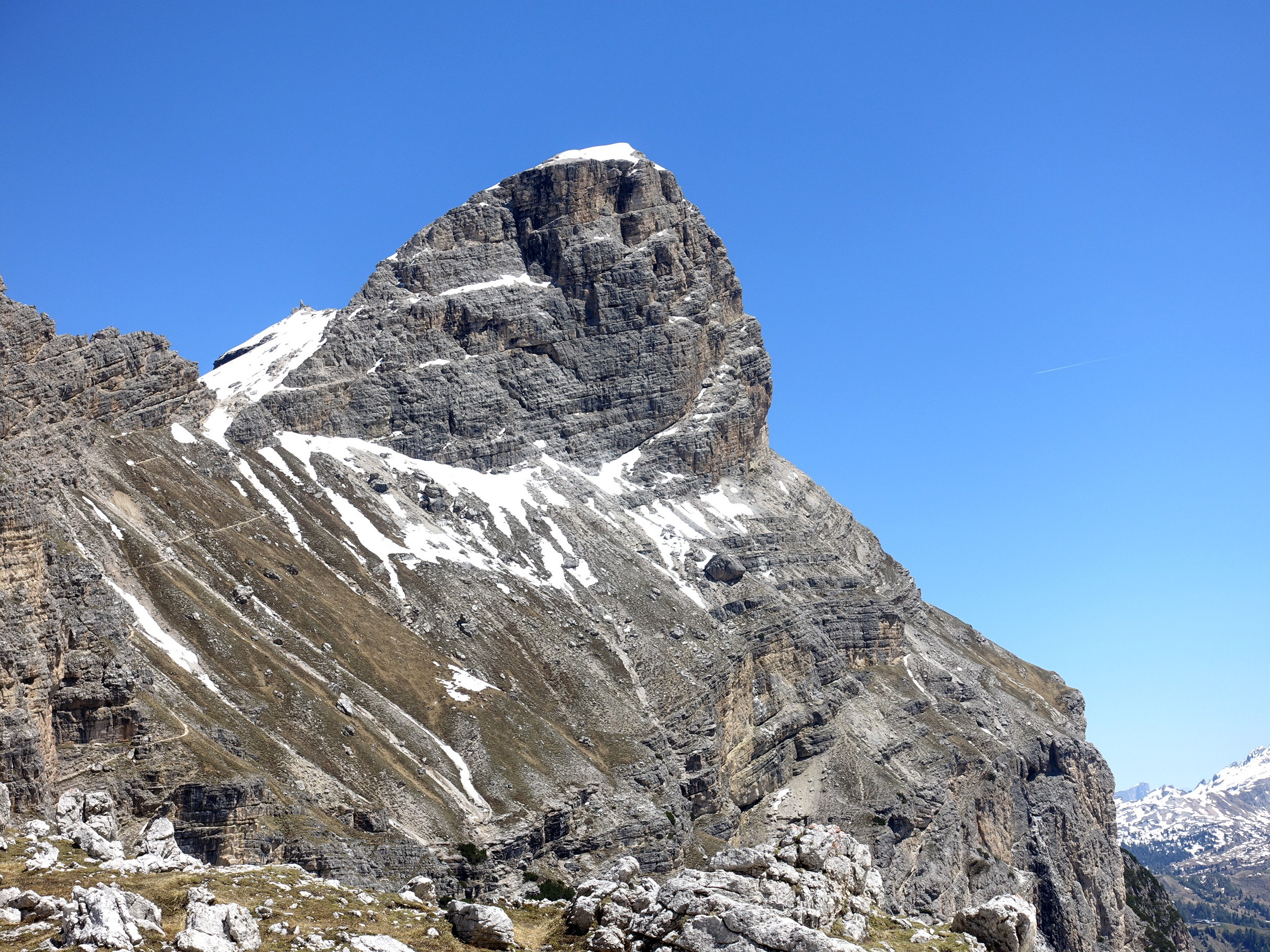
Sassongher